# إدنا ماي أوليفر
إدنا ماي أوليفر (بالإنجليزية: Edna May Oliver)‏ ممثلة أمريكية (ولدت يوم 9 نوفمبر 1883م - 1942)

## روابط خارجية
- إدنا ماي أوليفر على موقع IMDb (الإنجليزية)
- إدنا ماي أوليفر على موقع روتن توميتوز (الإنجليزية)
- إدنا ماي أوليفر على موقع ألو سيني (الفرنسية)
- إدنا ماي أوليفر على موقع تيرنر كلاسيك موفيز (الإنجليزية)
- إدنا ماي أوليفر على موقع تيرنر كلاسيك موفيز (الإنجليزية)
- إدنا ماي أوليفر على موقع أول موفي (الإنجليزية)
- إدنا ماي أوليفر على موقع قاعدة بيانات برودواي على الإنترنت (الإنجليزية)
- إدنا ماي أوليفر على موقع قاعدة بيانات الأفلام السويدية (السويدية)
- إدنا ماي أوليفر على موقع إن إن دي بي (الإنجليزية)
- إدنا ماي أوليفر على موقع قاعدة بيانات الفيلم (الإنجليزية)